# Jorge Juan Suárez Fernández
Jorge Juan Suárez Fernández (Vigo, 27 de diciembre de 1975) es un político español, alcalde de Ferrol desde junio de 2015 a junio de 2019.

## Biografía
Nacido en Vigo en 1975, se trasladó a Ferrol durante la primera década del siglo XXI. Funcionario del cuerpo de auxilio judicial de la Administración de Justicia en la Fiscalía Provincial de La Coruña, fue delegado sindical en CC.OO., sindicato en el que causó baja.

## Resultados electorales 2015
La candidatura del Partido Popular, encabezada por José Manuel Rey Varela resultó la lista más votada en las elecciones municipales del 24 de mayo de 2015, obteniendo 11 concejales sin alcanzar la mayoría absoluta obtenida en la anterior candidatura, lo cual permitió que Jorge Suárez, candidato de Ferrol en Común (2ª fuerza más votada con 6 concejales) se convirtiera en el alcalde de la ciudad, al recibir el respaldo en la sesión de investidura por parte de los concejales de PSdeG-PSOE y BNG (tercera y cuarta fuerzas políticas), firmándose posteriormente un pacto de gobierno entre Ferrol en Común y PSdeG-PSOE.
- PPdeG = 11730 votos (36,10 %) / 11 concejales
- FeC = 7142 votos (21,98 %) / 6 concejales
- PSdeG-PSOE = 5955 votos (18,33 %) / 5 concejales
- BNG = 2432 votos (7,48 %) / 2 concejales
- C's = 1837 votos (5,65 %) / 1 concejal

## Alcalde de Ferrol

### Año 2015
Diez días después de haber sido investido alcalde, el 23 de junio de 2015 presentó a su equipo de gobierno, integrado por 5 concejales de Ferrol en Común y otros 5 del PSdeG-PSOE, con la socialista Beatriz Sestayo como 1ª Teniente de Alcalde. Las negociaciones con el BNG para formar un tripartito fueron complicadas desde un principio y no llegaron a buen puerto, entre acusaciones de falta de diálogo y de imposiciones de "dictadura del silencio". Tampoco fueron fáciles las negociaciones con el PSdeG, que llegaron a estar rotas en varias ocasiones. El 13 de junio tomaba posesión como alcalde.
Antes de tomar posesión como alcalde, Jorge Suárez generó polémica en la ciudad, al anunciar durante un programa radiofónico que bajo su mandato, el Ayuntamiento no subvencionaría la "parte religiosa" de la Semana Santa Ferrolana. Tras las críticas y presiones recibidas y en vista del fuerte rechazo social de la medida, mediando incluso un comunicado de la Junta General de Cofradías y Hermandades de las Semana Santa de Ferrol en el que se aseguraba que la Semana Santa de 2016 podría no llegar a celebrarse, el todavía candidato a alcalde se vio obligado a rectificar y abrir una línea de diálogo con las cofradías y hermandades de la ciudad.
En su toma de posesión se prescindió de la Biblia, maceros y guardia municipal de gala por vez primera en la historia de Ferrol. Prometió su cargo "por imperativo legal" y una de sus primeras medidas como alcalde fue ordenar la retirada del retrato del rey de su despacho oficial.
Se trató de un gobierno en minoría, con 11 de los 25 concejales de la corporación. Ya en el primer pleno, la oposición forzó la anulación de las retribuciones de 6087€ anuales de Beatriz Sestayo (1ª teniente de alcalde) como consejera del Puerto de Ferrol, enmendó la representación en organismos públicos y también forzó la revisión del número de asesores pretendidos por el gobierno de Jorge Suárez.
Uno de los primeros puntos de fricción surgió con la Asociación de Vecinos de Caranza, que criticó la postura del gobierno municipal con respecto al mercadillo del barrio, cuando apenas habían pasado 2 semanas de la toma de posesión del alcalde.
Entre las primeras medidas anunciadas por el gobierno de Jorge Suárez estuvo la derogación de la ordenanza de tenencia de animales, lo que le valió las críticas del BNG al considerar que se produciría un "vacío legal". También se anunció que la playa de Ponzos estaría habilitada para la uso por parte de animales de compañía, generándose una fuerte polémica vecinal y con colectivos ecologistas y políticos, forzando a Jorge Suárez a rectificar su postura.
Se anunció durante las primeras semanas de mandato que se derogaría la Ordenanza de Regulación de Estacionamiento aprobada por el anterior gobierno, presidido por José Manuel Rey Varela. El anuncio de dicha derogación provocó la reacción de la Asociación de Comerciantes del Centro quienes acusaron al gobierno municipal de falta de diálogo, indicando que “el gobierno tiene derecho a gobernar, pero entendemos que tiene que escuchar cuál es nuestra postura”, en palabras de su presidente. El 30 de julio de 2015 se conocieron nuevas protestas del colectivo de comerciantes, a pesar de lo cual el alcalde insistió en que no aplicaría la Ordenanza de Estacionamiento.
También se generó polémica con los hosteleros del Cantón de Molins, al anunciarse que se suprimirían numerosas plazas de aparcamiento en el entorno de los Jardines de las Angustias y que se anularía el acceso con automóviles a la zona. Se recogieron centenares de firmas pidiendo la anulación de dicho proyecto, pero a pesar de celebrarse reuniones para consensuar una solución, el bipartito FeC-PSOE acabó imponiendo su postura. Además, fue necesario volver a pavimentar parte de la zona que ya había sido arreglada, ya que el firme colocado era adoquín, apto para circulación rodada, pero una vez peatonalizado el tramo se produjeron varios incidentes al tropezar varias personas. La extensión del plazo de obras, especialmente el coincidir con época de terrazas en verano, desató la indignación de hosteleros, comerciantes y vecinos.
También generaron controversia las primeras visitas institucionales al Ayuntamiento durante su mandato, que fueron calificadas como electoralistas por parte de la oposición. Así, el 19 de junio recibía al diputado Alberto Garzón, de Izquierda Unida, en el Ayuntamiento y el eurodiputado de Podemos Pablo Iglesias firmaba en el Libro de Oro del Concello el 3 de julio
Tras haber prometido durante la campaña electoral que paralizaría varias de las obras asociadas al Plan Urban que se estaban desarrollando durante el mandato de José Manuel Rey Varela, una vez en el gobierno cambió de postura y decidió continuar con ellas: urbanización de la calle Miramar, reforma del Cantón de Molins y reforma de los Jardines de San Francisco. Con respecto a esta última actuación, anuló la intención inicial del anterior gobierno del Partido Popular de crear en su entorno un museo de interpretación de la ciudad, sustituyéndolo por un museo de memoria histórica, rechazado por el Partido Popular. Además, el anterior gobierno había acordado con la Dirección General de Paradores de Turismo de España la cesión de espacio en los renovados Jardines de San Francisco para la realización de actividades por parte del establecimiento y la instalación de una terraza, anulando también dicho compromiso Jorge Suárez, provocando que incluso la Dirección de Paradores solicitase una reunión para aclarar el futuro del hotel, que en 2012 había estado abocado el cierre de no haber sido por el compromiso de cesión de espacio.
Dentro de su primer mes de mandato, también puso en entredicho el sistema de saneamiento integral de la Ría de Ferrol al encargar un estudio jurídico para la supresión de la tasa de saneamiento, sin explicar cómo se sufragarían los gastos de mantenimiento de la infraestructura. Además, anuló su intención de habilitar la playa de Ponzos como apta para animales de compañía y proponer una playa del interior de la ría, generando un fuerte rechazo social y amenazas de encierro en el Palacio Municipal. Por otro lado, el 14 de julio se conoció que varios de los asesores designados como cargos de libre designación por parte del gobierno de Jorge Suárez estaban ejerciendo sin haber sido dados de alta como cotizantes a la Seguridad Social. Fue polémico el nombramiento de Germán Costoya, integrante de la lista socialista que no accedió a la corporación municipal por no obtener suficiente número de votos, como asesor en materia de urbanismo, anulando el anterior cargo de gerente de urbanismo para el que no tendría la cualificación exigida.

#### Crisis del Agua
El 16 de julio de 2015, pasadas las 10 de la mañana, los alcaldes de Mugardos y Ares emitían un bando comunicando que, de acuerdo con instrucciones remitidas por las autoridades sanitarias, el agua potable suministrada por la empresa mixta Emafesa (participada en un 51% por al Ayuntamiento de Ferrol) a los municipios de  Ferrol, Narón, Fene, Ares y Mugardos no era apta para el consumo humano ni para uso alimentario, debido a los altos niveles de trihalometanos detectados en las analíticas. Desde ese mismo momento, vehículos policiales con megafonía comenzaron a avisar a la población y se distribuyeron los correspondientes bandos por los establecimientos de los municipios. La noticia comenzó a difundirse por las redes sociales y poco después de las 11 de la mañana ya figuraba también en la mayor parte de diarios digitales de la comarca. El Ayuntamiento de Ferrol facilitó información al respecto a las 12.44, cuando comunicó la incidencia vía Twitter. Por su parte, Jorge Suárez compareció ante los medios de comunicación pasada la una de la tarde y su bando urgente fue publicado cerca de las 16 horas.
En cuanto se conoció la noticia por parte de la población, se produjo una fuerte demanda de agua embotellada en los establecimientos comerciales de la ciudad y toda la comarca, que desabasteció el mercado en cuestión de horas. El 17 de julio por la mañana, comenzó el reparto de agua embotellada adquirida por las administraciones municipales en Fene, Ares y Mugardos. En Ferrol a media tarde se recibieron varios camiones con agua embotellada y se autorizó a la Armada Española a la instalación de un camión-cisterna en un lateral de la Plaza de Armas. Apenas hubo demanda por parte de la población, tanto de agua embotellada facilitada gratuitamente por el Ayuntamiento como por la Armada.
El día que comenzaron las restricciones de agua, se hizo público un informe de la Junta de Galicia en el que se constataba que los niveles de trihalometanos detectados en el agua de consumo humano eran elevados ya desde el 29 de junio, a pesar de lo cual no se tomaron medidas de restricción de ningún tipo. El alcalde Jorge Suárez, en su calidad de presidente del consejo de administración de Emafesa, cuando se le preguntó al respecto, alegó ser desconocedor de informe alguno, a pesar de quedar constatado que el día 14 de julio la Consellería de Sanidade había enviado un fax oficial al Ayuntamiento alertando de la situación.
Jorge Suárez responsabilizó a la Junta de Galicia de la situación, por no haber ejercido un control exhaustivo de las analíticas y a Emafesa por su responsabilidad técnica. Se conoció, así mismo, que la propia empresa de aguas propuso a la Junta de Galicia no hacer públicos los datos de contaminación del agua. El sábado 18 de julio, durante una reunión en el Ayuntamiento de Ferrol, Jorge Suárez cargó contra los responsables de la Junta de Galicia con fuertes enfrentamientos verbales ante los medios de comunicación, lo que precipitó que los alcaldes de Ares y Mugardos abandonasen el Palacio Municipal y que los responsables de la Consellería diesen por terminado el encuentro. Desde entonces, la Junta de Galicia informó a la ciudadanía a través de ruedas de prensa realizadas desde el Edificio Administrativo que el gobierno autonómico tiene en la ciudad. Así, pasadas las 10 de la noche del 18 de julio, se comunicó que el agua suministrada en Narón, Fene, Ares y Mugardos ya era apta para consumo humano, no así la de Ferrol, que todavía presentaba elevados niveles de toxicidad. No obstante, el alcalde ferrolano insinuó que la analítica no se había realizado con el rigor debido y que los análisis realizados por técnicos de Emafesa registraban niveles de toxicidad admisibles.
Finalmente, el domingo 19 de julio quedaron levantadas también las restricciones en la ciudad departamental y se conoció que el Valedor do Pobo había abierto una queja de oficio y que la Fiscalía de Ferrol había abierto diligencias de oficio para depurar las responsabilidades pertinentes.
Durante la crisis fueron abundantes las protestas de la ciudadanía y de diversos colectivos afectados, especialmente los hosteleros de la ciudad, que criticaron la tardanza en avisar de la situación, en tomar medidas y la poca información facilitada al respecto. El rechazo ciudadano a la gestión de esta crisis fue muy elevado.
El 20 de julio, el alcalde anunció una investigación sobre los hechos, la Junta de Galicia abrió expediente a Emafesa, y el Partido Popular de Ferrol comunicó que dejaba en suspenso su puesto en el consejo de administración de la compañía de aguas hasta que no se depurasen las responsabilidades pertinentes.

#### Cantón de Molíns
La polémica en torno a las obras de remodelación del Cantón de Molíns continuó durante el verano de 2015. Tras las protestas de vecinos y comerciantes por la supresión del tráfico rodado y aparcamiento en el tramo final del Cantón, el Concello de Ferrol ordenó hasta en dos ocasiones levantar y volver a reponer el adoquinado que se había instalado en dicha zona. El proyecto aprobado por el Partido Popular contemplaba firme de hormigón, pero posteriormente se había decidido colocar adoquín, ya que la zona sería transitable por vehículos a motor. Tras la toma de posesión de Jorge Suárez se había decidido mantener el firme de adoquín pero prohibir la circulación rodada. La ralentización de las obras y el constante cambio de criterio en la ejecución de las mismas despertó la indignación de los residentes.

#### Relaciones con la Armada Española
Desde el comienzo de su mandato, mantuvo una actitud de distanciamiento con la Armada Española, evitando acudir a actos de naturaleza militar, como la celebración del Día del Carmen en Ferrol o cancelando el programa de visitas al Palacio de Capitanía General que se había puesto en marcha durante el anterior mandato.

#### Fiestas de verano
Las primeras fiestas de verano organizadas por el gobierno presidido por Jorge Suárez fueron rediseñadas con respecto a las organizadas por el anterior gobierno municipal, tanto en el tipo de contratación como en la variedad de las actuaciones. El resultado de las mismas despertó las críticas de comerciantes, hosteleros y colectivos sociales.

#### Depuradora
Durante la campaña electoral, denunció la implantación de una tasa de saneamiento en la ciudad bajo el argumento de que la estación depuradora de Cabo Prioriño no estaba en funcionamiento. Tras tomar posesión y reiterar en varias ocasiones que derogaría la tasa de saneamiento, efectuó una visita sorpresa a la estación, a raíz de la cual denunció que la depuradora no estaba cumpliendo su función, amenazando incluso con acciones legales contra sus predecesores en su cargo. Textualmente, indicó que la depuradora "no depuró ni un metro cúbico de agua", para días después desdecirse indicando que se estaba vertiendo al mar "sin tratamiento completo". También denunció deficiencias en las instalaciones, cifrando las reparaciones en torno a 0,5 millones de euros y exigiendo que fuesen las administraciones autonómica y central las que corriesen con los gastos.[cita requerida]
Conforme fueron pasando los días, moderó su discurso, indicando que el objetivo irrenunciable era el de poner en funcionamiento la depuradora al 100% una vez que estuviesen conectados todos los colectores en torno al mes de noviembre de 2015 y tras la realización de unas labores de mejora que definió como de "mínima inversión".[cita requerida]
Polémica fue su postura relativa a la tasa de saneamiento, que se había comprometido a devolver y derogar una vez en el cargo. Tras comprobar el funcionamiento de la depuradora, reiteró su compromiso, pero semanas después simplemente indicó que se estaba valorando cómo devolver la parte ya cobrada de la tasa (posiblemente mediante compensación económica en recibos futuros). Sobre la derogación de la tasa, llevó el asunto a pleno municipal, pero en el mismo simplemente se aprobó una suspensión de la aplicación de la tasa. Días más tarde anunció que sí habría tasa de saneamiento y que ésta sería "justa".

#### Defensa de la Teniente de Alcalde
Durante el mes de septiembre de 2015 se supo que Beatriz Sestayo Doce, Primera Teniente de Alcalde de Ferrol, compatibilizaba su cargo con el de diputada en el Parlamento de Galicia, teniendo unas percepciones mensuales totales próximas a los 6000€. Cuestionado sobre la ética en el proceder de su socia de gobierno, respaldó el trabajo y la compatibilización de cargos de la misma a pesar del requerimiento por parte del PSdeG-PSOE a Beatriz Sestayo para que abandonase alguno de sus cargos y del rechazo por parte de la ciudadanía una vez conocida la noticia sobre el salario de la Teniente de Alcalde.

#### Semana Santa
Tras haber comunicado antes de tomar posesión que no subvencionaría la Semana Santa en Ferrol, declarada Fiesta de Interés Turístico Internacional, matizó sus palabras con el paso de las semanas, indicando que sí habría aportación municipal y recibiendo en varias ocasiones a los integrantes de las diferentes cofradías y hermandades con sede en la ciudad. 
A finales del mes de octubre de 2015 el Partido Popular de Ferrol presentó una moción en el pleno municipal para que el gobierno de Jorge Suárez garantizase públicamente que seguiría aportando 75000 euros anuales como subvención al evento, que fue rechazada por los grupos de gobierno, generándose un fuerte debate en la ciudad y una polémica con la Junta de Cofradías, con acusaciones cruzadas entre gobierno y hermandades. La Junta de Cofradías alertó de la posibilidad de suspender las procesiones de Semana Santa de 2016., ante lo cual el alcalde reaccionó acusando de "traidores" a los integrantes de la Junta de Cofradías

### Año 2016

#### Amago de ruptura del pacto de gobierno
La adjudicación de la cabalgata de Reyes Magos de 2016 deparó un amago de ruptura de la coalición de gobierno Ferrol en Común-PSOE tras las acusaciones de falta de transparencia por parte de la oposición. El alcalde habló de "errores de comunicación" por parte de las concejalías dirigidas por concejales socialistas ante lo que la organización socialista local acusó a Jorge Suárez de "difamar" y amenazó con romper el pacto de gobierno. El alcalde no aseguró públicamente su apoyo a la gestión de la Teniente de Alcalde a pesar de lo cual la situación se recondujo y no se rompió el acuerdo.

#### Retirada del busto del rey Juan Carlos I
El 5 de febrero de 2016 se conoció la intención del gobierno de retirar el busto del rey Juan Carlos I que desde 1980 presidía la fachada del Palacio Municipal, en la Plaza de Armas, bajo el argumento de que "ya no es el rey actual y después de una cacería de elefantes decidió abdicar". La decisión no había sido consensuada entre los socios de gobierno, y una moción del Partido Popular presentada en el pleno del 25 de febrero de 2016, en la que el PSdeG-PSOE se abstuvo, impidió al alcalde llevar a cabo la retirada del busto.

#### Plebiscito sobre la Monarquía
Ferrol en Común promovió en el mes de marzo, la misma semana que el rey Felipe VI visitaba la ciudad, una moción que reclamaba un plebiscito sobre la continuidad de la monarquía en España, según declaró Jorge Suárez tras saludar al monarca, "sin ánimo de provocación". La moción no prosperó y abrió un nuevo frente entre los socios de gobierno, al haberse abstenido el PSOE en la votación.

#### Plaza de Armas y derribo del Palacio Municipal
En el mes de mayo se realizó una consulta ciudadana a través de la web municipal para la remodelación de la Plaza de Armas. Aún a pesar de que el gobierno ya había decidido que la nueva plaza no tendría aparcamiento subterráneo, se sometió igualmente a votación dicha posibilidad. En la consulta ciudadana participaron 226 personas (un 2,58% del censo electoral de Ferrol) de las cuales, aproximadamente el 50% optaban por mantener el estacionamiento subterráneo. Dentro de la preguntas planteadas en la consulta se incluía la opinión ciudadana al respecto de derribar el edificio del Palacio Municipal, obra de Nemesio López Rodríguez inaugurado en 1953.

#### Crisis de gobierno
Tras la salida del gobierno municipal en diciembre de 2015 de la edil de Ferrol en Común Teresa Riveira, por motivos personales, en abril de 2016 se produce la dimisión de dos ediles del equipo de gobierno: Felipe Sas (PSOE) y Eugenia Freire (Ferrol en Común). Las causas de dichas dimisiones, según declaraciones a la prensa, la división interna en el seno del gobierno municipal y la búsqueda de una reestructuración que permitiese salvaguardar el bipartito. Los problemas en el seno del ejecutivo municipal se remontaban a semanas atrás y antes de la dimisión de los concejales se produjeron varios amagos de ruptura

#### Presupuestos municipales de 2016
Anunciado su debate y aprobación, inicialmente, para el pleno municipal del 10 de diciembre de 2015, finalmente el punto fue retirado del orden del día. Desde ese momento, se sucedieron diversos anuncios por parte del alcalde Jorge Suárez respecto a su aprobación: febrero, abril, mayo (se indicó la posibilidad de no presentarlos), julio e incluso agosto, cuando llegaron a presentar un informe de gastos a los grupos de la oposición indicando que ese era el presupuesto. Sin embargo, el 18 de agosto de 2016 anunció que renunciaba definitivamente a la presentación de los presupuestos de 2016, abriendo un nuevo frente con su socia de gobierno que sí defendía la necesidad de aprobar los de 2016. Al día siguiente, 19 de agosto, indicó que sí se llevaría a pleno extraordinario la aprobación de los presupuestos de 2016 "cuanto antes". Finalmente, sin embargo, renunció a la aprobación de dicho documento, alegando que "resulta absurdo, tenemos una base sobre la que trabajar para el próximo año y no vamos a centrar nuestro esfuerzo en hacer unas cuentas que, en caso de ser aprobadas, tendrían una vigencia de un mes"

#### Ruptura del pacto de gobierno con el PSOE
Como consecuencia de la no aprobación de los presupuestos, de falta de sintonía en cuanto a la peatonalización del centro de la ciudad y otras diferencias entre socios, agravadas por una crisis interna en el seno del grupo socialista, en el mes de septiembre se incrementó la crisis del gobierno municipal presidido por Jorge Suárez. Crisis que quedó aparcada, por iniciativa del alcalde, hasta pasadas las Elecciones al Parlamento de Galicia del 25 de septiembre. Pasados los comicios, el 26 de septiembre el alcalde retira competencias a 3 de los 5 ediles socialistas, respondiendo el PSOE local con la ruptura del pacto de gobierno. A pesar de ello, Jorge Suárez decide mantener en la Junta de Gobierno Local a dos de los 5 concejales del grupo municipal, entre acusaciones de transfuguismo por parte de la que fuera su socia de gobierno, Beatriz Sestayo

### Año 2017

#### Peatonalización del barrio de La Magdalena
En septiembre de 2016 anunció que todas las calles del centro de la ciudad comprendidas entre las calles San Diego, Iglesia, Lugo y Sol, serían totalmente peatonales a partir de la Semana Santa de 2017. La imposibilidad de acceder al centro, tanto para circular como para estacionar, se paliaría con la habilitación de aparcamientos disuasorios, redistribución del tráfico en la plaza de España y puesta en marcha del tren turístico del comercio ferrolano a modo de línea circular de transporte. Por su parte, la plaza de Armas dejaría de contar con estacionamiento subterráneo. 
Para avanzar en la puesta en marcha del plan, se convocaron diversas asambleas informativas y se abrió un periodo para recoger las opiniones ciudadanas. Doce entidades y asociaciones del centro de la ciudad mostraron su rechazo al proyecto y aunque se dispuso una urna para recoger sugerencias en el vestíbulo del ayuntamiento, no se tuvieron en cuenta las opiniones recogidas en las papeletas, alegando que no se trataba de un proceso vinculante y que formaba parte del programa electoral.